# Puccinia gahniae
Puccinia gahniae är en svampart som beskrevs av Dingley 1977. Puccinia gahniae ingår i släktet Puccinia och familjen Pucciniaceae.   Inga underarter finns listade i Catalogue of Life.